# María Valdés Mendoza
María de las Mercedes Valdés Mendoza (Guanabacoa, 11 de noviembre de 1820-Ibidem, 1 de junio de 1896) fue una poetisa y escritora cubana.

## Biografía
Educada con esmero al calor de sus padres, desde muy joven leyó a clásicos y románticos y comenzó a cultivar la poesía, sin que en los comienzos de su carrera literaria se diera a conocer públicamente. Su vida retirada la hubiese hecho pasar inadvertida si un poema suyo titulado «La rosa blanca» no hubiese sido leído por Francisco Javier Foxá, sin que ella lo supiera, en una tertulia de Nicolás Azcárate, siendo acogido con especiales aplausos y celebraciones. A partir de entonces empezó a destacarse en los círculos literarios, donde leyó varios trabajos que aparecen incluidos en el tomo I de sus «Noches Literarias». Sencilla, tierna y sentimental, supo arrancar también las notas elevadas, enérgicas y solemnes propias de la epopeya. 
Murió con 75 años, en 1896.

## Publicaciones
Publicó dos volúmenes de poesía:
- Cantos Perdidos , Pról. Ramón Jiménez de León. La Habana: Imprenta de Barcina, 1847.
- Poesías , Pról. Ramón Zambrana. La Habana: Imprenta de Barcina, 1854.

También dio a conocer su obra en diversas publicaciones, como El Liceo de La Habana, Guirnalda Cubana, El Rocío, Faro Industrial de La Habana, Floresta Cubana, Álbum Cubano de lo bueno y de lo bello, El Aguinaldo, Cuba Literaria, Revista de La Habana y Revista Habanera. En España aparecieron poemas suyos en periódicos madrileños y sevillanos. Algunas de sus poesías como el «Canto a Cristóbal Colón» fueron traducidas al inglés y al alemán.
Figuró en las antologías:
- Poetisas Americanas. Ramillete poético del bello sexo hispano-americano / José Domingo Cortés. Paris y México D.F.: 1875. 213-15.
- Galería de Poetas , de Nueva Granada, España, 1875.
- La esperanza / Adrián del Valle. EN: El parnaso cubano. Barcelona: Maucci, 1906. 216-19.
- Florilegio de escritoras cubanas /  Antonio González Curquejo. La Habana: Aurelio Miranda., 1913. 63-8. Tomo 2.
- Álbum poético-fotográfico de escritoras poetisas cubanas, escrito en 1868 para la señora Doña Gertrudis Gómez de Avellaneda / Domitila de García de Coronado. La Habana: Imprenta de El Fígaro, 1926. 39-48.
- Evolución de la cultura cubana: la poesía lírica en Cuba / José Manuel Carbonell y Rivero. La Habana: Imprenta El Siglo XX, 1928. 137-44. Tomo 3.
- A Scévola / José Mariá Chacón y Calvo. EN: Las cien mejores poesías cubanas. Madrid: Ediciones Cultura Hispánica, 1958. 155.